# Asterivora barbigera
Asterivora barbigera là một loài bướm đêm thuộc họ Choreutidae. Nó được tìm thấy ở New Zealand.
Sải cánh dài khoảng 19 mm.